# Erich von Falkenhayn
Erich von Falkenhayn (Graudenz, 11 settembre 1861 – Potsdam, 8 aprile 1922) è stato un generale tedesco, capo dello stato maggiore generale durante la prima guerra mondiale.

## Biografia
Falkenhayn fu un militare di carriera. Nacque nel 1861 da una famiglia di junker, l'aristocrazia terriera che il progressivo impoverimento spingeva da anni alla carriera militare. Inviato presso la missione militare tedesca in Cina e nominato istruttore della scuola militare di Nankow, servì in Cina tra il 1896 e il 1903 e si distinse nella repressione della rivolta dei Boxer. In seguito servì a Braunschweig, Metz, e Magdeburgo, salendo costantemente di grado. Promosso colonnello il 18 maggio 1908 e maggior generale il 22 aprile 1912, nel 1913 divenne ministro della guerra, ruolo per cui fu uno dei principali attori nella genesi della prima guerra mondiale. Come molti militari tedeschi non presupponeva allora una guerra totale, ma molto presto abbracciò quell'idea e fu tra coloro che spinsero il Kaiser Guglielmo II alla dichiarazione di guerra.
Falkenhayn succedette a Moltke come capo di Stato Maggiore dopo la battaglia della Marna il 14 settembre 1914. Trovandosi a fronteggiare il fallimento del Piano Schlieffen, Falkenhayn tentò di aggirare le forze francesi e britanniche nella cosiddetta “corsa al mare”, una serie di scontri condotti tra la Francia settentrionale ed il Belgio con lo scopo di raggiungere la costa del mare del Nord. Il tentativo tedesco fu bloccato dai britannici ad Ypres.
Falkenhayn optò per una strategia offensiva sul fronte occidentale, conducendo nel contempo sul fronte orientale una campagna di dimensioni limitate, nella speranza che la Russia avrebbe accettato più facilmente una pace separata se non fosse stata troppo umiliata. Ciò lo portò in conflitto con Hindenburg e Ludendorff, favorevoli invece ad una massiccia offensiva ad oriente.
Alla fine, confidando che le cospicue perdite avrebbero consigliato i governi europei a porre fine alla guerra, o almeno che le perdite sarebbero state maggiori per la Francia che non per la Germania, pianificò una gigantesca battaglia d'attrito a Verdun all'inizio del 1916. Sebbene più di 250.000 soldati vi trovassero la morte, nessuno dei suoi presupposti si verificò, poiché l'Intesa fu in grado di rimpiazzare adeguatamente le perdite, al contrario della Germania. Dopo il fallimento di Verdun, e per i rovesci subiti ad est insieme con l'incessante opposizione di Hindenburg e Ludendorff, Falkenhayn fu sostituito dallo stesso Hindenburg.
Falkenhayn assunse quindi il comando della 9ª Armata in Transilvania, ed in agosto lanciò un'offensiva congiunta con Mackensen contro la Romania, entrata nell'agosto del 1916 in guerra, a fianco dell'Intesa. La Romania subì non solo l'invasione austro-tedesca, ma anche quella bulgaro-ottomana da sud: con questa azione a tenaglia, i soldati romeni furono costretti a ritirarsi. Falkenhayn, il 5 dicembre, catturò la capitale romena, Bucarest; erano morti 350.000 soldati romeni, mentre il rimanente dell'esercito era riuscito a rifugiarsi sulle montagne della Moldavia. Di fatto la Romania non esisteva più, e i soldati romeni si arrenderanno definitivamente il 9 dicembre 1917, Falkenhayn aveva quindi condotto e ottenuto la più grande vittoria degli imperi centrali.
In seguito a questo successo, gli fu affidato il comando militare della Palestina (allora in mano turca), dove non riuscì ad impedire ai britannici del generale Allenby di conquistare Gerusalemme nel dicembre 1917. Riuscì invece ad opporsi al piano turco di scacciare tutti gli Ebrei dalla Palestina. Nel febbraio 1918 divenne comandante della 10ª Armata in Bielorussia, ruolo che tenne sino alla fine della guerra. Nel 1919 fu collocato a riposo e si ritirò a vita privata, durante la quale scrisse numerosi libri sulla guerra, alcuni saggi di strategia ed un'autobiografia.

## Critica
Falkenhayn fu per molti versi l'emblema del generale prussiano: fu un militarista in senso letterale, dotato di innegabili competenze politiche e militari, ma insofferente nei riguardi della democrazia e della rappresentanza parlamentare. Foley afferma che il suo metodo della "macina" (così fu raffigurata la battaglia di attrito di Verdun, per il suo implacabile divorare uomini e mezzi) fu imitato ed applicato con successo dagli Alleati, che però disponevano di maggiori risorse umane e materiali; in tal senso il metodo di Falkenhayn avrebbe, indirettamente, condotto la Germania alla sconfitta.
Militarmente Falkenhayn ha un curriculum di luci ed ombre: l'offensiva di Verdun fu strategicamente un fallimento; la difesa della Palestina fu anch'essa un fallimento, sebbene vada notato che le forze alle sue dipendenze fossero largamente inferiori al nemico in numero ed equipaggiamento. D'altro canto il suo vittorioso piano per la conquista della Romania fu un esempio quasi perfetto di come condurre una guerra contro forze nemiche superiori. Winston Churchill lo considerava di gran lunga il più capace dei generali tedeschi della Prima guerra mondiale. Anche Dupuy lo poneva tra i primi comandanti tedeschi, appena sotto Hindenburg e Ludendorff.
Tutte le fonti indicano che Falkenhayn fu un uomo ed un militare leale, onesto e scrupoloso. Una testimonianza positiva in tal senso fu la sua condotta durante la guerra in Palestina nel 1917: come afferma il suo biografo Afflerbach, "Se fu evitata una persecuzione inumana contro gli Ebrei in Palestina si dovette solo al comportamento di Falkenhayn, il che, rispetto al resto della storia della Germania del ventesimo secolo, assume un significato speciale". Certamente non è facile accostare un atteggiamento del genere alla figura del freddo pianificatore della battaglia di Verdun, scientemente calcolata "macina di uomini".